# 刘德忠
刘德忠（1944年11月—），男，汉族，河北雄县人，中华人民共和国政治人物，曾任中共衡水市委书记，河北省政协副主席。